# Kecamatan Muncar
Kecamatan Muncar är ett distrikt i Indonesien.   Det ligger i provinsen Jawa Timur, i den sydvästra delen av landet, 900 km öster om huvudstaden Jakarta.